# Aspidophoroides monopterygius
Aspidophoroides monopterygius is een  straalvinnige vissensoort uit de familie van de harnasmannen (Agonidae). De wetenschappelijke naam van de soort werd als Cottus monopterygius in 1786 gepubliceerd door Bloch.

## Synoniemen
- Cottus indicus Bonnaterre, 1788
- Aspidophoroides tranquebar Lacepède, 1801
- Aspidophoroides groenlandicus Valenciennes, 1840
- Aspidophoroides borealis Valenciennes, 1841
- Aspidophoroides bartoni Gilbert, 1896